# Arbel (automobile)
Pour les articles homonymes, voir Arbel.
L'Arbel (également dénommée Arbel-Symétric, Symétric voire quelquefois « Loubières » du nom du créateur de la marque Casimir-André Loubières) était un véhicule hybride essence-électrique à carrosserie en fibre de verre produit par la Compagnie Normande d'Etudes pour l'Application de Procédés Mécaniques réalisé en modèles individuels de 1951 à 1953 et de nouveau entre 1957 et 1958 dans le cadre d'une commercialisation d'un véhicule dit « Généstatom », qui fonctionnerait à base de déchets nucléaires mais qui, dans les faits, ne sera jamais lancé.

## Historique
La Symétric est une voiture qui voit le jour en France au tout début des années 1950 et qui, selon son concepteur Casimir-André Loubières, serait « révolutionnaire ». Le véhicule connaîtra une tentative de commercialisation sous le nom d'Arbel ou Arbel-Symétric à la fin de cette même décennie et qui s'avérera être un échec commercial.

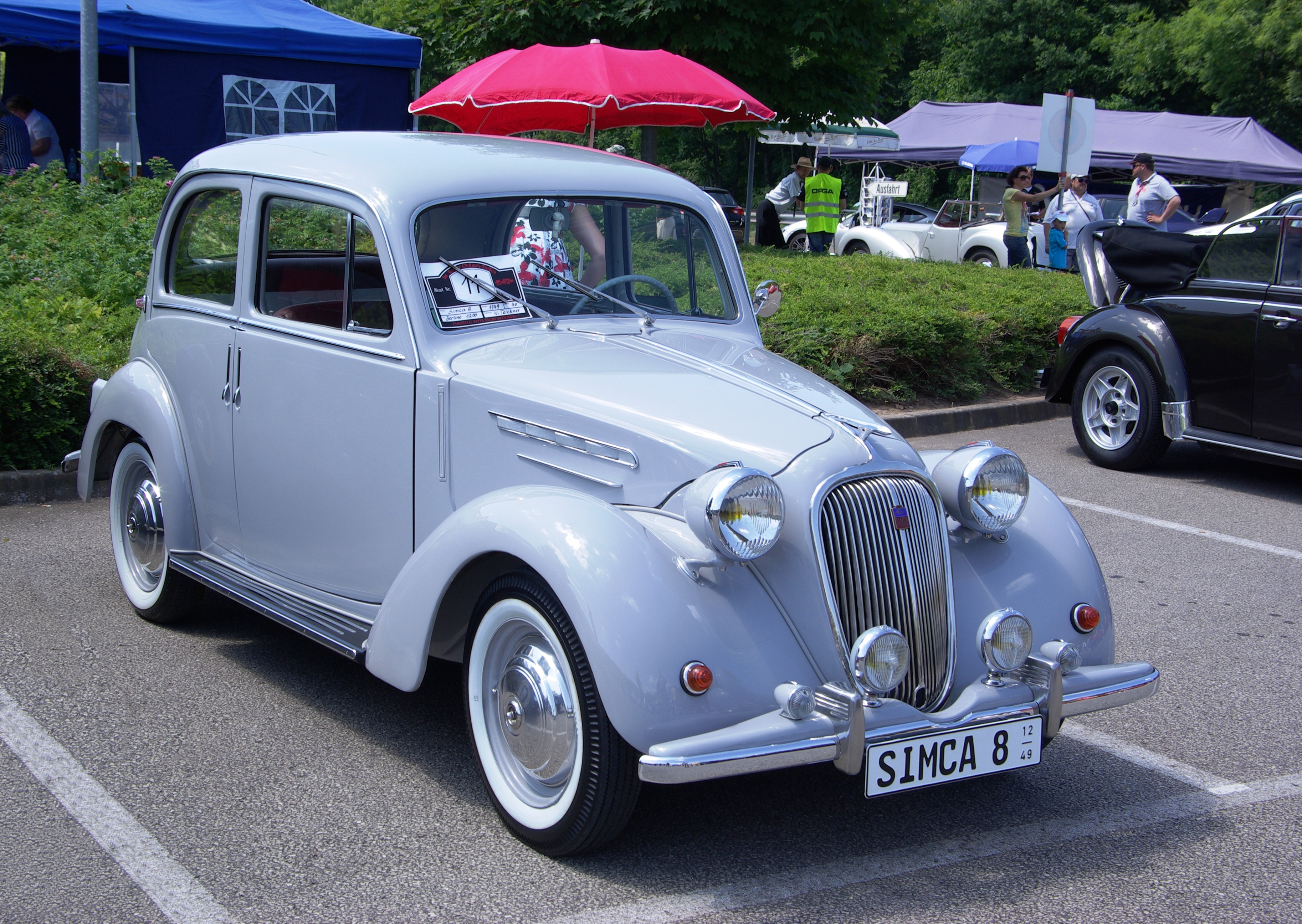
L'Arbel-Symétric était équipé du moteur de la Simca 8 (photo).

La Symetric n’utilise pas un ensemble moteur-boite de vitesse comme la plupart des véhicules de l'époque mais il associe un moteur de Simca 8 qui alimente une dynamo distribuant l’électricité aux quatre moteurs électriques de la voiture positionnés dans chaque roue, procédé cependant déjà connu par Ferdinand Porsche dans les années 1910. La Symetric présentait cependant une réelle innovation avec un système de freinage particulier ; La Symetric ne possédait ainsi qu’une seule pédale car les moteurs électriques se transformaient en ralentisseurs dès que le conducteur levait le pied. Des freins à tambours situés sur les roues arrière se déclenchaient automatiquement au-delà de 15km/h dès que le pied était relevé de l’accélérateur.
Le patron d’Arbel pensa également à proposer son véhicules aux sociétés et artisans de taxis et présenta dans son catalogue une Symétric spécialement destinée à cet usage, munie de pare-chocs imposants à l'instar de certains taxis américains.
En 1958, la Symétric connaitra une tentative de commercialisation avec l'Arbel, modèle présenté sur le site du Pré-Catelan à Paris en mars 1958. Elle sera également présentée au salon automobile de Genève.

## Une voiture «nucléaire»
Lors de la tentative de commercialisation avec François Arbel qui s'associe aux frères Loubières en 1958, le concept motorisation hybride est conservé mais l'énergie pouvait provenir de plusieurs types de motorisations ; tout d'abord avec des moteurs classiques à essence, mais aussi la possibilité d'un générateur à gaz baptisé « Généstagaz » ou d'un moteur à turbine Diesel dénommé « Généstafuel ». 
La principale innovation reste cependant de proposer un dernier type de propulseur dénommé « Généstatom », qui fonctionnerait à base de déchets nucléaires, assurant à la voiture une autonomie (estimée) de cinq ans. La construction d'un site de production installé sur la Côte d'azur est même envisagé lors de la présentation du véhicule au grand public. Malheureusement pour les clients ayant versé des arrhes afin de réserver ce véhicule révolutionnaire, ils ne verront jamais l'engin, ni même le remboursement de leurs avances, le lancement de cette Arbel ne restant qu'une vague promesse et la marque disparaitra ensuite complètement.